# Dimos Stylida
Dimos Stylida (Stylida) är en kommun i Grekland.   Den ligger i prefekturen Fthiotis och regionen Grekiska fastlandet, i den centrala delen av landet, 140 km nordväst om huvudstaden Aten. Antalet invånare är 14 118. Arean är 462 kvadratkilometer.
Terrängen i Dimos Stylida är kuperad söderut, men norrut är den bergig.